# Nectandra salicina
Nectandra salicina är en lagerväxtart som beskrevs av C. K. Allen. Nectandra salicina ingår i släktet Nectandra och familjen lagerväxter. Inga underarter finns listade i Catalogue of Life.